# Кемский каскад
Ке́мский каска́д — каскад гидроэлектростанций, расположенных на реке Кемь в Республике Карелия.
Каскад включает в себя Юшкозерскую ГЭС, Белопорожскую ГЭС, Кривопорожскую ГЭС, Подужемскую ГЭС и Путкинскую ГЭС.
Суммарная действующая мощность каскада составляет 330 МВт (планировалась 460 МВт), среднегодовая выработка — 1,17 млрд кВт·ч (планировалась 1,51 млрд кВт·ч)
Строительство комплекса велось в 1962—1999 годах, в 1999 году на последней ступени (Белопорожская ГЭС. Введена в эксплуатацию в 2023 году) строительство было заморожено.
Весь комплекс электростанций, кроме Белопорожской ГЭС, принадлежит компании ТГК-1. Белопорожская ГЭС принадлежит АО «Норд Гидро».